# Cliffhanger (plot)

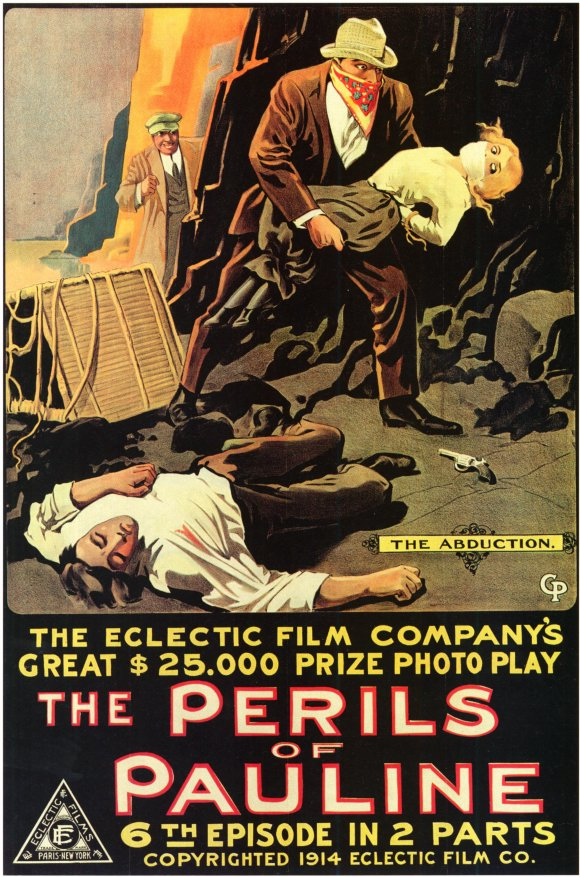
"Perils of Pauline" uit 1914 maakte het verschijnsel van cliffhangers in films populair

Een cliffhanger is een vakterm uit de film- en televisiewereld, die ook gebruikt wordt voor verhalen in boeken en toneelstukken, voor het moment dat een serie of aflevering, film of boek het verhaal plotseling afbreekt, juist als de spanning het grootst is en het nog onduidelijk is hoe het verder afloopt. De kijker blijft met een onbevredigend gevoel achter, nieuwsgierig naar het verdere verloop, wat dan meestal gegeven wordt in een volgend hoofdstuk of nieuwe aflevering. De bedoeling hiervan is de aandacht vast te houden en kijkers of lezers te laten terugkeren. 
Het effect van een cliffhanger kan grofweg op twee manieren worden ingezet. Eén scenario is dat de protagonist zich in een schijnbaar hopeloze situatie bevindt en zich daaruit moeten zien te redden. Het tweede scenario is dat er plotseling iets onverwachts of schokkends wordt onthuld of op het punt staat te worden onthuld.

## Betekenis
De term 'cliffhanger' betekent letterlijk iets dat over een rotswand bungelt en de afgrond of de zee in dreigt te tuimelen. Er zijn heel wat films gemaakt waarin een auto met de voorwielen over de rand van een rots schiet en gevaarlijk wiebelend blijft hangen. De inzittende(n) moet(en) zich uit die netelige situatie zien te redden: lukt dat net wel of lukt dat net niet? Een voorbeeld uit de jaren zestig is het einde van The Italian Job (1969).

## Geschiedenis
Het gebruik van cliffhangers is al vrij oud. Een klassiek voorbeeld van een cliffhanger zijn de verhalen van Duizend-en-één-nacht: de vertelster weet dat ze de volgende dag ter dood zal worden veroordeeld door de sultan. Daarom vertelt ze hem een verhaal, dat ze afbreekt op het moment dat de spanning erg groot is, met de mededeling dat ze de volgende avond verder zal vertellen. Omdat de sultan graag wil weten hoe het af zal lopen, besluit hij haar executie een dag uit te stellen. De vertelster herhaalt dit trucje elke nacht totdat ze ten slotte ontsnapt aan de dood.
Toen de filmindustrie in opgang kwam, deden ook hier cliffhangers hun intrede. Cliffhangers waren populair in de zogenaamde series uit de jaren 20 en 30 van de 20e eeuw, die bestonden uit meerdere op elkaar aansluitende korte films. Een bekend voorbeeld hiervan is de reeks The Perils of Pauline.

## Gebruik
Cliffhangers worden veelvuldig toegepast in bijvoorbeeld soapseries. Het is een techniek die wordt gebruikt om het publiek aan het eind van een episode in spanning te houden over de afloop van een bepaalde dramatische gebeurtenis of ontwikkeling, zodat men wil weten hoe het verdergaat en de volgende keer weer kijkt. Vaak wordt het antwoord in de volgende aflevering gegeven, soms duurt het een poos. Cliffhangers kunnen zodoende grote bekendheid verkrijgen, zoals de Who shot J.R.?-cliffhanger aan het eind van het derde seizoen van Dallas. 
Een andere reden om cliffhangers te gebruiken is bijvoorbeeld de toekomst van een serie veilig stellen. Producers en schrijvers van series laten een seizoen van een serie soms opzettelijk met een cliffhanger eindigen indien niet zeker is of de serie voortgezet zal worden, in de hoop dat kijkers nieuwe afleveringen gaan eisen om te zien hoe de cliffhanger afloopt. Een bekend voorbeeld hiervan is de "zomercliffhanger" in GTST. Elk seizoen van deze soap wordt voor de zomerstop in juni, juli en augustus afgesloten met een zeer spannende cliffhanger. In de eerste aflevering na de zomerstop is dan te zien hoe deze afloopt. Op deze manier weten de makers dan zeker dat mensen na de zomer verder gaan kijken, zodat de soap voortgezet kan worden. 
Behalve aan het einde van afleveringen kunnen cliffhangers ook tijdens een aflevering voorkomen, bijvoorbeeld kort voor een reclameblok. Doel hiervan is zorgen dat de kijker niet van zender verandert tijdens de reclame omdat hij wil zien hoe de serie verdergaat. Dit wordt vaak gedaan bij soaps en series die uitgezonden worden op commerciële zenders, waarbij vaak tussentijds reclame wordt uitgezonden.

## Nadeel
Over het algemeen wordt wisselend gereageerd op het gebruik van cliffhangers. Een gevaar van cliffhangers aan het einde van een aflevering of seizoen van een serie is dat de cliffhanger onopgelost blijft als de serie onverwacht wordt stopgezet, waarbij de kijkers vaak met een hoop vragen blijven zitten. Dit gebeurde bijvoorbeeld in de series Red Dwarf, The Crow: Stairway to Heaven, Carnivàle en Spider-Man Unlimited. Onopgeloste cliffhangers geven vaak wel stof voor fanfictie-verhalen, waarin fans van de serie zelf hun idee over het vervolg tonen.